# Volksabstimmungen in der Schweiz 1993
Dieser Artikel bietet eine Übersicht der Volksabstimmungen in der Schweiz im Jahr 1993.
In der Schweiz fanden auf Bundesebene 16 Volksabstimmungen statt, im Rahmen von vier Urnengängen am 7. März, 6. Juni, 26. September und 28. November. Dabei handelte es sich um drei fakultative Referenden, sieben obligatorische Referenden und sechs Volksinitiativen.

## Abstimmungen am 7. März 1993

### Ergebnisse
| Nr. | Vorlage                                                                 | Art | Stimm- berechtigte | Abgegebene Stimmen | Beteiligung | Gültige Stimmen | Ja        | Nein      | Ja-Anteil | Nein-Anteil | Stände | Ergebnis |
| --- | ----------------------------------------------------------------------- | --- | ------------------ | ------------------ | ----------- | --------------- | --------- | --------- | --------- | ----------- | ------ | -------- |
| 389 | Bundesgesetz über die Erhöhung des Treibstoffzolles vom 9. Oktober 1992 | FR  | 4'551'501          | 2'333'833          | 51,27 %     | 2'310'440       | 1'259'373 | 1'051'067 | 54,51 %   | 45,49 %     | –      | ja       |
| 390 | Bundesbeschluss über die Aufhebung des Spielbankenverbots               | OR  | 4'551'501          | 2'332'502          | 51,25 %     | 2'298'450       | 1'665'247 | 0'633'203 | 72,45 %   | 27,55 %     | 23:0   | ja       |
| 391 | Eidgenössische Volksinitiative «zur Abschaffung der Tierversuche»       | VI  | 4'551'501          | 2'331'753          | 51,22 %     | 2'286'091       | 0'634'758 | 1'651'333 | 27,77 %   | 72,23 %     | 0:23   | nein     |

### Erhöhung des Treibstoffzolls
Im Rahmen eines Sanierungsprogramms für den Bundeshaushalt unterbreitete der Bundesrat dem Parlament im März 1992 eine Vorlage, welche die Erhöhung des Treibstoffzolls um 25 Rappen pro Liter vorsah. Seit der Einführung im Jahr 1936 war die aufgelaufene Teuerung von rund 600 Prozent nie ausgeglichen worden, ausserdem erforderte die rasche Fertigstellung des Nationalstrassennetzes zusätzliche Einnahmen. Diese wurden auf etwa 1,3 Milliarden Franken jährlich geschätzt und sollten je zur Hälfte in die allgemeine Bundeskasse und in den Strassenfonds fliessen. Während eine Erhöhung an sich unbestritten war, gab es im Nationalrat und im Ständerat unterschiedliche Auffassungen bezüglich der Höhe des Aufschlags. Schliesslich setzte sich der Nationalrat mit einer Erhöhung um 20 Rappen durch. Gegen diesen Beschluss ergriffen die Auto-Partei, verschiedene bürgerliche Parlamentarier und der Wirtschaftsverband Centre patronal das Referendum. Unterstützung erhielten sie von mehreren FDP-Kantonalsektionen, vom Automobil Club der Schweiz und vom Nutzfahrzeugverband Astag. Sie argumentierten, dass die Automobilisten schon genug abliefern würden und der Bund seinen Haushalt mit wirksameren Sparmassnahmen in Ordnung bringen müsse. Die meisten anderen Parteien und auch der Touring Club Schweiz unterstützten die Vorlage. Ihrer Meinung nach sei eine Erhöhung des Benzinpreises unerlässlich für die Sanierung der Bundesfinanzen und selbst mit dem Aufschlag wäre das Benzin billiger als in den Nachbarländern. Eine relativ knappe Mehrheit der Abstimmenden nahm die Vorlage an, bei teilweise deutlicher Ablehnung in der Romandie und im Kanton Tessin.

### Aufhebung des Spielbankenverbots
Seit 1928 verbot die Bundesverfassung die Errichtung und den Betrieb von Spielbanken. Erlaubt waren nur Glücksspiele mit einem Einsatz von maximal fünf Franken. Nachdem Tourismuskreise jahrelang vergeblich die Aufhebung des Verbots angestrebt hatten, erhielt die Idee der Liberalisierung zu Beginn der 1990er Jahre neuen Auftrieb, als für die defizitäre Bundeskasse zusätzliche Einnahmequellen gesucht wurden. Nachdem der Nationalrat im Januar 1993 eine entsprechende Motion überwiesen hatte, sprach sich der Bundesrat im Rahmen der geplanten Sanierungsmassnahmen ebenfalls für die Zulassung der Spielbanken aus. Er erhoffte sich dadurch jährliche Einnahmen von 150 Millionen Franken, die im vollen Umfang zur Finanzierung der AHV dienen sollten. Das Parlament beschloss, dass das Verbot und der Maximaleinsatz aus der Verfassung gestrichen werden sollen. Gegen die Vorlage sprachen sich die EDU, die EVP, die Schweizer Demokraten und verschiedene Vertreter linker Parteien aus. Sie hielten es für bedenklich, dass der Staat aus dem moralisch verwerflichen Glücksspiel Profit ziehen wolle. Die Gefahr der Spielsucht und der Förderung von Kriminalität sei hoch. Hingegen unterstützte die grosse Mehrheit der Parteien die Aufhebung des Verbots. Es sei veraltet und ohnehin heuchlerisch, da ausländische Casinos knapp jenseits der Grenze jährlich hunderte Millionen Franken abschöpfen würden. Die zusätzlichen Einnahmen seien nicht zu unterschätzen und andere Glücksspiele wie Lotterien und Sportwetten seien ja auch nicht verboten. Fast drei Viertel der Abstimmenden und alle Kantone stimmten der Vorlage zu.

### Abschaffung der Tierversuche
Zwei Volksinitiativen, die eine starke Einschränkung der Tierversuche forderten, wurden 1985 und 1992 deutlich abgelehnt. Im Oktober 1990, also noch vor der zweiten Abstimmung, reichte die internationale Vereinigung «Ärzte für die Abschaffung der Tierversuche» eine noch radikalere Initiative ein. Sie forderte ein totales Verbot von Tierversuchen in der gesamten Schweiz und für sämtliche Forschungsbereiche. Im Gegensatz zu den zwei anderen Volksbegehren ging es den Initianten diesmal nicht nur um einen verbesserten Tierschutz, sondern auch um grundsätzliche Kritik an der medizinischen Forschung, denn in Tierversuchen entwickelte Medikamente seien für den Menschen ein Gesundheitsrisiko. Ausserdem würde sich die Forschung zu sehr an den wirtschaftlichen Interessen der Pharmaindustrie orientieren und auf diese Weise zur Kostenexplosion im Gesundheitswesen beitragen. Das Anliegen ging sogar den Umwelt- und Tierschutzorganisationen zu weit, einzig die Grünen unterstützten die Initiative. Die meisten anderen Parteien bekämpften die Vorlage aktiv oder beschlossen Stimmfreigabe. Tierversuche seien ein notwendiges Übel, das insbesondere für die Entwicklung neuer Impfstoffe und zur Toxizitätsbestimmung gewisser Substanzen unabdingbar sei. Ausserdem seien Tierversuche mit dem revidierten Tierschutzgesetz von 1991 bereits auf das absolut notwendige Mass beschränkt worden. Fast drei Viertel der Abstimmenden und sämtliche Kantone wiesen das Begehren zurück.

## Abstimmungen am 6. Juni 1993

### Ergebnisse
| Nr. | Vorlage                                                                                      | Art | Stimm- berechtigte | Abgegebene Stimmen | Beteiligung | Gültige Stimmen | Ja        | Nein      | Ja-Anteil | Nein-Anteil | Stände | Ergebnis |
| --- | -------------------------------------------------------------------------------------------- | --- | ------------------ | ------------------ | ----------- | --------------- | --------- | --------- | --------- | ----------- | ------ | -------- |
| 392 | Eidgenössische Volksinitiative «40 Waffenplätze sind genug – Umweltschutz auch beim Militär» | VI  | 4'559'258          | 2'534'004          | 55,58 %     | 2'515'705       | 1'124'893 | 1'390'812 | 44,71 %   | 55,29 %     | 7:16   | nein     |
| 393 | Eidgenössische Volksinitiative «für eine Schweiz ohne neue Kampfflugzeuge»                   | VI  | 4'559'258          | 2'534'220          | 55,58 %     | 1'074'661       | 1'435'744 | 1'195'550 | 42,81 %   | 57,19 %     | 4:19   | nein     |

### 40 Waffenplätze sind genug
Um Ostern 1990 versuchten einige hundert Umweltaktivisten mit einer Blockade den Bau des Waffenplatzes Neuchlen-Anschwilen bei Gossau SG zu verhindern (diese sollte die aufgehobene Kaserne in St. Gallen ersetzen). Innerhalb eines halben Jahres reichte die «Aktionsgemeinschaft zur Rettung von Neuchlen-Anschwilen» (ARNA) eine Volksinitiative ein, mit der sowohl der Bau als auch die Erweiterung von militärischen Übungs-, Schiess-, Waffen- und Flugplätzen untersagt werden sollte. Ausserdem sollte das umstrittene Gelände in den Zustand vom 1. April 1990 zurückversetzt werden. Die Wiederaufnahme der Bauarbeiten im September 1991 führte erneut zu heftigen Protesten, worauf die Umsetzung des Projekts bis zur Abstimmung gestoppt wurde und das Militärdepartement ein Umweltschutzkonzept für das 240 Hektar grosse Gelände ausarbeiten liess. Dennoch wiesen Bundesrat und Parlament das Begehren zurück. Die Schweiz besitze zwar tatsächlich genügend Waffenplätze, doch hier handle es sich um einen Ersatzbau und die Forderungen der Initianten seien zu radikal und unflexibel. Den bürgerlichen Gegnern gelang es, einen inhaltlichen Zusammenhang zur Kampfflugzeug-Initiative herzustellen (siehe unten), obwohl die Urheberschaft eine andere war. So machten sie die Abstimmung zu einem Plebiszit für oder gegen die «Armeeabschaffung auf Raten». Federführend war dabei die «Arbeitsgemeinschaft für eine wirksame und friedenssichernde Milizarmee», der rund zwei Dutzend armeefreundliche Organisationen angehörten. Verteidigungsminister Kaspar Villiger setzte sich sowohl für eine starke Armee als auch für mehr Umweltschutz ein, wodurch es den linken Befürwortern schwerfiel, ihr Anliegen überzeugend darzustellen. Die Mehrheit der Abstimmenden lehnte die Vorlage ab, die jedoch in der lateinischen Schweiz zum Teil grosse Zustimmung fand.

### Schweiz ohne neue Kampfflugzeuge
Ende 1991 kündigte der Bundesrat an, für insgesamt fast 3,5 Milliarden Franken 34 Kampfflugzeuge des Typs F/A-18 kaufen zu wollen. Noch während der parlamentarischen Beratungen reichte die Gruppe für eine Schweiz ohne Armee (GSoA) eine Volksinitiative ein. Mit dieser sollte dem Bund die Beschaffung neuer Kampfflugzeuge bis zum Jahr 2000 untersagt werden, wobei als «neu» jene Kampfflugzeuge gelten sollten, deren Beschaffung die Bundesversammlung zwischen dem 1. Juni 1992 und dem 31. Dezember 1999 beschliesst. Die Meldung, wonach Finnland sich für den Kauf von 64 Flugzeugen desselben Typs entschieden habe, befeuerte die Diskussion weiter. Angesichts der erfolgreichen Unterschriftensammlung nahm das Parlament den Antrag der CVP an, mit dem Kaufentscheid bis zur Volksabstimmung zuzuwarten. Neben den linken Parteien unterstützten auch der LdU und die Lega dei Ticinesi die GSoA. Aus ihrer Sicht war der Kauf neuer Kampfflugzeuge weder notwendig noch bezahlbar. Ausserdem sei aufgrund der veränderten sicherheitspolitischen Lage nach dem Ende des Kalten Kriegs eine «Denkpause» notwendig. Da am selben Tag auch über die Waffenplatzinitiative abgestimmt wurde, gelang es den überwiegend bürgerlichen Gegnern, das Begehren als eine Art «Armeeabschaffung auf Raten» darzustellen. Beide Initiativen zusammen würden eine zeitgemässe Landesverteidigung verhindern und die vom Initiativkomitee gewünschte Denkpause käme einer Selbstentwaffnung gleich. Die Vorlage verpasste das Volks- und Ständemehr deutlich; Ja-Mehrheiten resultierten in den Kantonen Basel-Landschaft, Basel-Stadt, Genf, Jura und Tessin.

## Abstimmungen am 26. September 1993

### Ergebnisse
| Nr. | Vorlage                                                                                             | Art | Stimm- berechtigte | Abgegebene Stimmen | Beteiligung | Gültige Stimmen | Ja        | Nein    | Ja-Anteil | Nein-Anteil | Stände | Ergebnis |
| --- | --------------------------------------------------------------------------------------------------- | --- | ------------------ | ------------------ | ----------- | --------------- | --------- | ------- | --------- | ----------- | ------ | -------- |
| 394 | Bundesbeschluss gegen den Waffenmissbrauch                                                          | OR  | 4'553'754          | 1'814'663          | 39,84 %     | 1'784'808       | 1'539'782 | 245'026 | 86,27 %   | 13,73 %     | 23:0   | ja       |
| 395 | Bundesbeschluss über den Anschluss des bernischen Amtsbezirks Laufen an den Kanton Basel-Landschaft | OR  | 4'553'754          | 1'798'547          | 39,50 %     | 1'581'834       | 1'188'941 | 392'893 | 75,16 %   | 24,84 %     | 23:0   | ja       |
| 396 | Eidgenössische Volksinitiative «für einen arbeitsfreien Bundesfeiertag (1. August-Initiative)»      | VI  | 4'553'754          | 1'816'428          | 39,88 %     | 1'781'407       | 1'492'285 | 289'122 | 83,77 %   | 16,23 %     | 23:0   | ja       |
| 397 | Bundesbeschluss über befristete Massnahmen gegen die Kostensteigerung in der Krankenversicherung    | FR  | 4'553'754          | 1'811'582          | 39,77 %     | 1'758'211       | 1'416'209 | 342'002 | 80,55 %   | 19,45 %     | –      | ja       |
| 398 | Bundesbeschluss über Massnahmen in der Arbeitslosenversicherung                                     | FR  | 4'553'754          | 1'809'748          | 39,74 %     | 1'740'182       | 1'225'069 | 515'113 | 70,40 %   | 29,60 %     | –      | ja       |

### Waffenmissbrauch
Seit 1969 bestand zwar ein interkantonales Konkordat zur Regelung des Waffenmissbrauchs, doch es wies Lücken auf und verhinderte nicht, dass die von Kanton zu Kanton unterschiedliche Rechtslage weiter fortbestand. Eine vom Nationalrat überwiesene parlamentarische Initiative und eine Standesinitiative des Kantons Tessin forderten deshalb eine Verfassungsänderung, die dem Bund die Kompetenz geben sollte, einheitliche Vorschriften gegen den Missbrauch von Waffen, Waffenzubehör und Munition zu erlassen. Dies schien vor allem für den Kauf halbautomatischer Hand- und Langfeuerwaffen nötig, weil bis anhin kein Waffenschein dafür erforderlich war. So sollte insbesondere der Waffenhandel mit den Bürgerkriegsgebieten Jugoslawiens unterbunden werden. Als Sofortmassnahme verhängte der Bundesrat ein umfassendes Waffenerwerbs- und trageverbot für jugoslawische Staatsbürger. Die vorgesehene Verfassungsänderung beschränkte sich explizit auf die Verhinderung von Missbräuchen, um nicht den Widerstand von Jägern und Schützen zu provozieren. Selbst die Vereinigung Pro Tell, die sich für eine möglichst liberale Waffengesetzgebung einsetzt, hielt sich zurück, sodass sich kaum Opposition bemerkbar machte. Fast alle Parteien waren sich darüber einig, dass nur mit einer schweizweit einheitlichen Regelung ein wirksamer Beitrag zur Bekämpfung der Kriminalität geleistet werden könne. Fast neun Zehntel aller Abstimmenden nahmen die Vorlage an, den tiefsten zustimmenden Wert verzeichnete der Kanton Schwyz mit 77,7 Prozent.

### Kantonswechsel des Laufentals
Mit der Gründung des Kantons Jura im Jahr 1979 war der Amtsbezirk Laufen zu einer Exklave des Kantons Bern geworden. 1983 entschieden sich die Laufentaler für einen Verbleib bei Bern, doch fünf Jahre später ordnete das Bundesgericht eine Wiederholung der Abstimmung an, da die Berner Kantonsregierung mehrere pro-bernische Organisationen finanziell unterstützt hatte. Schliesslich stimmten die Laufentaler 1989 knapp dem Wechsel zum Kanton Basel-Landschaft zu. Nachdem beide betroffenen Kantone das Ergebnis in weiteren Abstimmungen bestätigt hatten, stimmte auch das Parlament dem Kantonswechsel zu. Nach damaliger Rechtslage war für eine Änderung im Gebiet der Kantone die Zustimmung von Volk und Ständen der gesamten Schweiz erforderlich. Auf nationaler Ebene sprachen sich nur kleine Rechtsaussenparteien dagegen aus, hinzu kamen die Nein-Parolen der Berner Kantonalsektionen von FDP und SVP. Sie wiesen auf das knappe Ergebnis im Laufental hin, das genauso gut andersherum hätte ausfallen können. Die Befürworter argumentierten, der Entscheid des Laufentals müsse akzeptiert werden; zudem sei die Region geografisch, wirtschaftlich und kulturell eng mit Basel-Landschaft verbunden. Drei Viertel der Abstimmenden und alle Kantone nahmen die Vorlage an. Den kleinsten Anteil Ja-Stimmen verzeichnete der Kanton Solothurn (55,6 Prozent), der sich ebenfalls um den Anschluss des Laufentals bemüht hatte. Im betroffenen Bezirk selbst stimmten 52,8 Prozent dafür.

### Arbeitsfreier Bundesfeiertag
Der erstmals im Jahr 1891 durchgeführte Bundesfeiertag am 1. August war nur in den Kantonen Genf, Schaffhausen, Thurgau, Tessin und Zürich arbeitsfrei, während er in anderen ein halber Feiertag oder gar ein Arbeitstag war. Eine parlamentarische Initiative aus den Reihen der Nationalen Aktion, die schweizweit einheitlich einen arbeitsfreien Bundesfeiertag bzw. dessen Gleichstellung mit anderen arbeitsrechtlichen Feiertagen forderte, wurde 1988 vom Nationalrat abgelehnt. Daraufhin reichte dieselbe Partei im Oktober 1990 eine gleichlautende Volksinitiative ein. Sowohl der Bundesrat als auch das Parlament empfahlen die Vorlage zur Annahme, was sonst äusserst selten vorkommt. Unter den Parteien war die geplante Verfassungsänderung ebenfalls weitgehend unbestritten. Einzig die LPS sprach sich dagegen aus, weil sie die neue Bundeskompetenz als zu starken Eingriff in den Föderalismus betrachtete. Die Grünen wiederum beschlossen Stimmfreigabe, weil sie grundsätzlich keine Initiativen von Rechtsnationalisten unterstützen wollten. Mehr als vier Fünftel der Abstimmenden und alle Kantone nahmen die Vorlage an, wobei die knappste Zustimmung mit 59,9 Prozent im Kanton Appenzell Innerrhoden resultierte. Die anschliessende Vox-Analyse kam zum Schluss, dass die meisten Zustimmenden den zusätzlichen arbeitsfreien Tag höher gewichteten als die Verfolgung patriotischer Ziele.

### Kostensteigerung in der Krankenversicherung
1987 scheiterte der Versuch, das aus dem Jahr 1911 stammende Krankenversicherungsgesetz (KVG) zu revidieren, in einer Volksabstimmung, worauf der Bundesrat einen neuen Anlauf nahm. Angesichts der massiv steigenden Kosten im Schweizer Gesundheitswesen beschlossen Bundesrat und Parlament 1991 verschiedene Sofortmassnahmen, die sehr umstritten waren und deshalb nur befristet galten. Um diese weiterführen zu können, arbeitete der Bundesrat 1992 ein neues Paket aus, das vom Parlament in langen und kontroversen Debatten stark modifiziert und auf Anfang 1993 in Kraft gesetzt wurde. Der Bundesbeschluss umfasste folgende Neuerungen: Tarif- und Preisstopp in den Jahren 1993 und 1994 im ambulanten Bereich, geringere Kostensteigerung in Spitälern, gleiche Krankenkassenprämien für Männer und Frauen, Vereinheitlichung und Verringerung des Leistungskatalogs der Grundversicherung, Verpflichtung der Kantone zu einer aktiven Planungspolitik im Gesundheitswesen, Kostenbeteiligung der Spitalpatienten von zehn Franken. Wie bereits in der Debatte angekündigt, ergriff die PdA das Referendum; Unterstützung erhielt sie einzig von der Lega dei Ticinesi. Ihr Widerstand richtete sich vor allem gegen die als unsozial empfundene Spitaltaxe, die einer «Feudalsteuer» gleichkomme. Alle anderen Parteien machten geltend, dass bei einer Ablehnung die geltenden Massnahmen wegfallen würden und ein neuer Kosten- und Prämienschub zu erwarten sei. Vier Fünftel der Abstimmenden nahmen die Vorlage an.

### Massnahmen in der Arbeitslosenversicherung
Ein sprunghafter Anstieg der Arbeitslosigkeit zu Beginn der 1990er Jahre veranlasste den Bundesrat im Januar 1993 dazu, einen dringlichen Bundesbeschluss mit Sofortmassnahmen vorzulegen. Sie sollten die soziale Sicherheit von Langzeitarbeitslosen verbessern, ohne dabei die prekäre Finanzlage der Arbeitslosenversicherung (ALV) weiter zu verschlechtern. Beispielsweise sollte die Dauer der Arbeitslosenentschädigung von 300 auf 400 Tage verlängert werden. Andererseits sollten das Taggeld von 80 auf 70 Prozent des versicherten Verdienstes gekürzt, eine Regelung des Zwischenverdienstes eingeführt werden sowie Arbeitslose zur Annahme einer Arbeit verpflichtet werden können. Darüber hinaus stellte der Bundesrat eine baldige Überarbeitung des ALV-Gesetzes in Aussicht. Nachdem das Parlament die Massnahmen verabschiedet hatte, ergriff die PdA mit Unterstützung der SP und des Schweizerischen Gewerkschaftsbundes das Referendum. Die linken Gegner befürchteten, die Gesetzesänderungen würden zu vermehrtem Lohndumping führen. Auch die Wirtschaftsdachverbände und die Lega stellten sich gegen die Vorlage, dies jedoch aus finanziellen Gründen. Die Befürworter wiederum betonten, die Massnahmen seien unbedingt notwendig und die Kürzungen der Leistungen verkraftbar. Etwas mehr als drei Viertel der Abstimmenden folgten der Empfehlung von Bundesrat und Parlament.

## Abstimmungen am 28. November 1993

### Ergebnisse
| Nr. | Vorlage                                                               | Art | Stimm- berechtigte | Abgegebene Stimmen | Beteiligung | Gültige Stimmen | Ja        | Nein      | Ja-Anteil | Nein-Anteil | Stände | Ergebnis |
| --- | --------------------------------------------------------------------- | --- | ------------------ | ------------------ | ----------- | --------------- | --------- | --------- | --------- | ----------- | ------ | -------- |
| 399 | Bundesbeschluss über die Finanzordnung                                | OR  | 4'565'751          | 2'073'194          | 45,40 %     | 2'021'431       | 1'347'400 | 0'674'031 | 66,66 %   | 33,34 %     | 22:1   | ja       |
| 400 | Bundesbeschluss über einen Beitrag zur Gesundung der Bundesfinanzen   | OR  | 4'565'751          | 2'071'952          | 45,38 %     | 2'016'326       | 1'163'887 | 0'852'439 | 57,72 %   | 42,28 %     | 18:5   | ja       |
| 401 | Bundesbeschluss über Massnahmen zur Erhaltung der Sozialversicherung  | OR  | 4'565'751          | 2'072'283          | 45,38 %     | 2'011'254       | 1'258'782 | 0'752'472 | 62,59 %   | 37,41 %     | 22:1   | ja       |
| 402 | Bundesbeschluss über besondere Verbrauchssteuern                      | OR  | 4'565'751          | 2'072'208          | 45,38 %     | 1'998'398       | 1'212'002 | 0'786'396 | 60,65 %   | 39,35 %     | 20:3   | ja       |
| 403 | Eidgenössische Volksinitiative «zur Verminderung der Alkoholprobleme» | VI  | 4'565'751          | 2'076'808          | 45,49 %     | 2'043'219       | 0'516'054 | 1'527'165 | 25,26 %   | 74,74 %     | 0:23   | nein     |
| 404 | Eidgenössische Volksinitiative «zur Verminderung der Tabakprobleme»   | VI  | 4'565'751          | 2'077'305          | 45,50 %     | 2'043'318       | 0'521'433 | 1'521'885 | 25,52 %   | 74,48 %     | 0:23   | nein     |

### Einführung der Mehrwertsteuer
Dreimal hatten Volk und Stände den Ersatz der Warenumsatzsteuer (WUSt) durch die Mehrwertsteuer (MWSt) abgelehnt, zuletzt 1991. Allerdings waren sowohl die WUSt als auch die direkte Bundessteuer, die beiden wichtigsten Einnahmequellen des Bundes, bis Ende 1994 befristet. Daher unterbreitete der Bundesrat dem Parlament nur wenige Monate nach der Abstimmung eine neue Vorlage zur Finanzordnung, in der er auf den umstrittenen Systemwechsel verzichtete. Vorgesehen waren lediglich die unbefristete Erneuerung der WUSt und der direkten Bundessteuer, die Umwandlung der Automobil- und Mineralölzölle in Verbrauchssteuern sowie eine Erhöhung des Umsatzsteuersatzes um maximal ein Prozent zugunsten der AHV. Das Parlament war damit nicht einverstanden und beschloss stattdessen den sofortigen Systemwechsel zur MWSt. Um die komplexe Vorlage nicht zu überladen und damit der Gefahr des Scheiterns auszusetzen, wurde sie in vier Teile gespalten, die alle eine Verfassungsänderung erforderten und somit dem obligatorischen Referendum unterstellt waren. Die erste Frage betraf den grundsätzlichen Wechsel zur MWSt mit einem unveränderten Steuersatz von 6,2 Prozent. Wie die WUSt würde sie Waren erfassen, Investitionsgüter und Betriebsmittel jedoch nicht; ausserdem würden neu auch Dienstleistungen besteuert. Für Güter des täglichen Bedarfs war ein reduzierter Steuersatz von 2 Prozent vorgesehen. Die meisten Parteien und Wirtschaftsverbände sowie die Gewerkschaften unterstützten die Einführung der MWSt, denn dadurch erhielte die Schweiz endlich ein zeitgemässes Steuersystem, die Investitionen nicht mehr benachteiligte. Gegen den Systemwechsel waren neben Links- und Rechtsaussenparteien auch einzelne FDP- und SVP-Kantonalparteien sowie die Verbände des Gastgewerbes und der Coiffeure. Zwei Drittel der Abstimmenden und alle Kantone ausser dem Wallis stimmten der Vorlage zu.

### Gesundung der Bundesfinanzen
Finanzminister Otto Stich warnte in der parlamentarischen Debatte eindringlich davor, den bisherigen Steuersatz von 6,2 Prozent beizubehalten oder ihn gar zu senken, wie einige bürgerliche Abgeordnete vorgeschlagen hatten. Stattdessen warb er um eine Erhöhung des MWSt-Steuersatzes auf 6,5 Prozent. Diese Massnahme sollte zur Sanierung der Bundesfinanzen beitragen, denn Leistungskürzungen und Sparprogramme allein seien dafür nicht ausreichend. Die Erhöhung um 0,3 Prozent war an die Einführung der MWSt gekoppelt, konnte also bei deren allfälligen Ablehnung nicht auf die WUSt übertragen werden. Gegner und Befürworter waren im Wesentlichen identisch mit jenen der MWSt-Vorlage, doch der Handels- und Industrieverein, der Gewerbeverband und der Arbeitgeberverband beschlossen Stimmfreigabe. Von den vier Vorlagen zur neuen Finanzordnung war diese am umstrittensten: Knapp drei Fünftel der Abstimmenden nahmen sie an; Nein-Mehrheiten gab es in den Kantonen Genf, Jura, Schwyz, Tessin und Wallis.

### Mehrwertsteuer für die AHV
Mit der dritten Vorlage im Zusammenhang mit der Finanzordnung sollte dem Parlament die Kompetenz erteilt werden, den Mehrwertsteuersatz um höchstens einen Prozentpunkt anzuheben, um bei Bedarf einen Beitrag zur Finanzierung der AHV zu leisten. Um diese Kompetenz auch ausüben zu können, war die grundsätzliche Zustimmung zur Einführung der MWSt erforderlich. Sollte das Parlament von diesem Recht Gebrauch machen, so wäre gegen den entsprechenden Beschluss ein fakultatives Referendum möglich. Neben den Links- und Rechtsaussenparteien sprach sich auch die LPS gegen diese Vorlage aus. Sie erreichte die Zustimmung von etwas mehr als drei Fünfteln der Abstimmenden und mit Ausnahme des Wallis auch aller Kantone.

### Besondere Verbrauchssteuern
Bei der letzten Vorlage um die neue Finanzordnung ging es darum, die Automobil- und Mineralölzölle in Verbrauchssteuern umzuwandeln. Auf diese Weise sollte die Schweiz ihren Verpflichtungen nachkommen, auf die sie sich im Rahmen internationaler Vereinbarungen verständigt hatte. Die Umwandlung war in erster Linie rechtlicher und technischer Natur und sollte ertragsneutral erfolgen. Auch hier waren extreme Linke und Rechte die einzigen, die sich dagegen aussprachen, während die Vorlage bei den meisten Parteien völlig unbestritten war. Etwas mehr als drei Fünftel der Abstimmenden nahmen sie an, mit Nein-Mehrheiten in den Kantonen Schwyz, Tessin und Wallis.

### Verminderung der Alkoholprobleme
Der Schweizerische Verein zur Vermeidung der Tabak- und Alkoholprobleme reichte im Oktober 1989 zwei Volksinitiativen ein, die aufgrund ihres engen thematischen Zusammenhangs auch als «Zwillingsinitiativen» bezeichnet wurden. Mit der ersten sollte Werbung für alkoholische Getränke und deren Marken untersagt werden, ebenso für Dienstleistungen und Güter, die in Wort, Bild und Ton ihnen gleichen oder an sie erinnern. Ebenso sollte Werbung für alkoholfreie Getränke klar als solche erkennbar sein. Der Bundesrat wies das Begehren zurück und schlug einen indirekten Gegenentwurf vor, mit dem die Alkoholwerbung gesetzlich eingeschränkt und der Gesundheitsschutz erhöht werden sollte. Das Parlament wollte sowohl von der Initiative als auch vom Gegenentwurf nichts wissen. Zu den Gegnern gehörten die FDP, die CVP, die SVP, die LPS und mehrere Wirtschaftsverbände. Sie stellten beide Initiativen als Angriff auf die Werbeindustrie dar; da das Inseratevolumen ohnehin rückläufig sei, wären durch ein Verbot zahlreiche Arbeitsplätze akut bedroht. 150 Parlamentarier schlossen sich zum «Schweizerischen Aktionskomitee gegen unbrauchbare Werbeverbote» zusammen. Diesem gehörte auch SP-Präsident Helmut Hubacher an, der sich damit gegen die Meinung seiner eigenen Partei stellte. Weitere Links- und Mitte-Parteien unterstützten die Vorlage ebenfalls. Die Befürworter betonten den grossen Einfluss der Werbung, die den Konsum und somit finanziell und gesundheitlich schwerwiegende gesellschaftliche Probleme fördere. Fast drei Viertel der Abstimmenden wollten von einem Alkoholwerbeverbot nichts wissen, ebenso alle Kantone.

### Verminderung der Tabakprobleme
Die zweite «Zwillingsinitiative» forderte ein vollständiges Verbot der Werbung für Tabakwaren und deren Marken. Ausserdem sollte mindestens ein Prozent des Ertrags aus der Tabaksteuer zur Verhütung tabakbedingter Krankheiten eingesetzt werden. Auch hier fielen die Initiative und der vom Bundesrat vorgeschlagene Gegenentwurf im Parlament durch. Die Argumente dafür und dagegen waren weitestgehend identisch mit jenen bei der Alkoholinitiative, auch Befürworter und Gegner waren dieselben. Die Ablehnung fiel marginal deutlicher aus.